# Moctar Moussa Mahamat
Pour les articles homonymes, voir Mahamat.
 (juillet 2016).
Moctar Moussa Mahamat, né le 18 octobre 1949 à Souar (Tchad), est un agronome et homme politique tchadien. 
Il a été plusieurs fois ministre entre mars 1997 et janvier 2013.
Ingénieur agronome, il est titulaire d'un doctorat en sciences agronomique et en nutrition animales. À partir de 1997, il est ministre de l’Élevage, ministre de l’Agriculture et ministre du Pétrole. Il a été plusieurs fois gouverneur et représentant spécial du chef de l’État auprès des forces des Nations unies à l'est du Tchad.